# Demetrius Ward
Demetrius Eremias Ward (* 20. August 1990 in Detroit) ist ein US-amerikanisch-deutscher Basketballtrainer und ehemaliger -spieler.

## Laufbahn
Ward spielte an der Pershing High School in seiner Heimatstadt Detroit und dann zwischen 2008 und 2012 für die Hochschulmannschaft der Western Michigan University in der ersten Division der NCAA. In insgesamt 130 Spielen für Western Michigan erzielte der Aufbauspieler im Durchschnitt 7,9 Punkte, holte 3,4 Rebounds und verteilte 1,8 Korbvorlagen pro Begegnung.
Nach dem Abschluss seiner Universitätszeit nahm Ward ein Angebot der Herzöge Wolfenbüttel an und war fortan als Berufsbasketballspieler in Deutschland tätig. 2014 stieg er mit den Niedersachsen von der 2. Bundesliga ProB in die Regionalliga ab und schaffte mit der Mannschaft den sofortigen Wiederaufstieg. Ward fungierte dabei im Meisterjahr als Spielertrainer und wurde vom Internetdienst eurobasket.com zum besten Spieler der Regionalliga Nord in der Saison 2014/15 gekürt. Neben seinen Aufgaben als Spieler engagierte sich Ward im Jugendbereich der SG MTV/BG Wolfenbüttel als Trainer. Im Laufe der Saison 2016/17 übernahm Ward bei den Herzögen abermals das Amt des Spielertrainers. Im Spieljahr 2017/18 war der US-Amerikaner Spieler in Wolfenbüttel und gleichzeitig Trainer der U19-Mannschaft der Basketball Löwen Braunschweig in der Nachwuchs-Basketball-Bundesliga. Während seiner sechsjährigen Wolfenbütteler Zeit wurde Ward zum Liebling der Anhängerschaft der Herzöge, war Mannschaftskapitän und wurde als Identifikationsfigur bezeichnet. Seinen höchsten Punkteschnitt während dieser Zeit verbuchte Ward während des Spieljahres 2016/17, als er 18,8 Zähler je Begegnung erzielte.
Während der Sommerpause 2018 nahm er ein Angebot der Paderborn Baskets an und wechselte damit in die 2. Bundesliga ProA. Er bestritt für Paderborn 79 Begegnungen in der zweithöchsten deutschen Spielklasse. Seine besten statistischen Werte für die Ostwestfalen erreichte er in der Saison 2020/21 mit 13,5 Punkten sowie 4,6 Korbvorlagen pro Partie. Im Sommer 2021 wurde er vom Ligakonkurrenten Artland Dragons unter Vertrag genommen. Ward gewann im Juli 2021 mit der Mannschaft Der Stamm den deutschen Meistertitel in der Spielart 3-gegen-3. Im Herbst 2021 nahm er die deutsche Staatsbürgerschaft an.
Im September 2023 gab Zweitligist Kirchheim Knights Wards Verpflichtung bekannt. Im Anschluss an die Saison 2024/25 trat er als Leistungssportler zurück und übernahm im Sommer 2025 das Traineramt beim Regionalligisten SV Hagen-Haspe 70. Gleichzeitig wurde Ward als Assistenztrainer Mitglied des Stabes des Zweitligisten Phoenix Hagen.